# Magnus Werner
Magnus Werner (* 1. Juni 1880; † nach 1936) war ein deutscher Studienrat.

## Leben und Wirken
Werner war Privatdozent an der Universität Berlin. Als Studienrat war er zu Beginn der 1930er Jahre Mitglied der Reichsführerschule der NSDAP in München.
Als Professor a. D. und Studienrat kandidierte er bei der Reichstagswahl am 29. März 1936 auf dem Listenplatz 975 der NSDAP, erhielt jedoch kein Mandat. Er lebte damals im Ostflügel der Orangerie im Park von Sanssouci in Potsdam.